# Carlo Justi
Carlo Justi (1768 – 1808. december 13.) mérnök.
1789-ben Küküllő megye főépítésze, 1800 és 1806 között Torda megyében töltötte be ugyanezt a tisztséget, 1807-től Kolozsvárra költözött és a főkormányszék geometra provincialisaként dolgozott. Ő tervezte a kolozsvári Toldalagi–Korda-palotát. Sírja a házsongárdi temetőben található.